# Заболотнов, Сергей Валентинович
Серге́й Валенти́нович Заболо́тнов (род. 11 августа 1963 года, Ташкент, Узбекская ССР, СССР) — советский пловец. Бронзовый призёр летних Олимпийских игр 1988 в комбинированной эстафете 4×100 метров. Бронзовый призёр чемпионата мира 1986, многократный призёр и чемпион Европы. Многократный чемпион и призёр летних Универсиад. Экс-рекордсмен мира (1984). Заслуженный мастер спорта СССР (1984).
Ныне работает тренером по плаванию.

## Спортивная карьера
Плаванием начал заниматься в 1971 году, а уже через десять лет стал членом сборной СССР по плаванию.

### Летние Олимпийские игры 1988
На Олимпиаде в Сеуле в комбинированной эстафете 4×100 метров Сергей Заболотнов принял участие в предварительном заплыве вместе с Валерием Лозиком, Константином Петровым и Николаем Евсеевым. Советские спортсмены в квалификации заняли второе место, но в финале все были заменены. Тем не менее они также получили бронзовые медали. В плавании на 100 метров и 200 метров на спине Сергей занимал 4-е места в финальных заплывах. На 200-метровке, показав лучший результат в предварительных заплывах, в финале проиграл бронзовому призёру всего 0,04 сек.